# Gefleckter Wolfsbarsch
Der Gefleckte Wolfsbarsch oder Gefleckte Seebarsch (Dicentrarchus punctatus) ist ein Fisch aus der Familie der Wolfsbarsche (Moronidae). Der Gattungsname bedeutet "Zweistachel-Barsch".

## Merkmale
Gefleckte Wolfsbarsche werden maximal rund 70 Zentimeter und durchschnittlich rund 30 Zentimeter groß. Die Flanken weisen deutlich sichtbare Farbpunkte auf (vgl. auch den wissenschaftlichen Artnamen!), hinzu kommt ein größerer schwarzer Fleck auf dem Kiemendeckelrand. Im Vergleich zum Europäischen Wolfsbarsch sind die Augen im Verhältnis zum Kopf größer. Die Tiere besitzen ein oberständiges Maul.

## Vorkommen
Die Art kommt im Ostatlantik von der senegalesischen Küste und den Kanarischen Inseln bis in etwa zur Biskaya und selten im Ärmelkanal vor – ein im Vergleich zum Europäischen Wolfsbarsch nach Süden verschobenes Verbreitungsgebiet. Sie leben ebenfalls im Mittelmeer und gelten im Roten Meer, wo sie im Golf von Suez nachgewiesen sind, als Zuwanderer. Wolfbarsche, ohnehin Küstenbewohner, dringen auch in die Brackwasserbereiche ein. Sie zeigen keine deutliche Präferenz für eine bestimmte Art von Meeresgrund.

## Lebensweise
Die räuberischen Gefleckten Wolfsbarsche erbeuten hauptsächlich Garnelen, Krebse und Mollusken. Fische kommen in der Ernährung ebenfalls vor.

## Fischereiliche Nutzung
Die Art ist kein Hauptzielfisch des kommerziellen Fischfangs, Sportfischer stellen ihr allerdings nach.